# Kanton Annonay-Sud
Annonay-Sud is een voormalig kanton van het Franse departement Ardèche. Het kanton maakte deel uit van het arrondissement Tournon-sur-Rhône. Het werd opgeheven bij decreet van 13 februari 2014 met uitwerking op 22 maart 2015. Alle gemeenten werden opgenomen in het nieuwe kanton Annonay-2.

## Gemeenten
Het kanton Annonay-Sud omvatte de volgende gemeenten:
- Annonay (deels, hoofdplaats)
- Monestier
- Roiffieux
- Saint-Julien-Vocance
- Talencieux
- Vanosc
- Vernosc-lès-Annonay
- Villevocance
- Vocance